# 第十一代葛拉夫頓公爵休·斐茲洛伊
第十一代葛拉夫頓公爵休·斐茲洛伊（英語：Hugh FitzRoy, 11th Duke of Grafton，1919年4月3日—2011年4月7日）是一名英國貴族，以及英國上議院成員（至1999年）。出生於南非開普敦，他是第十代葛拉夫頓公爵查爾斯·斐茲洛伊的長子。

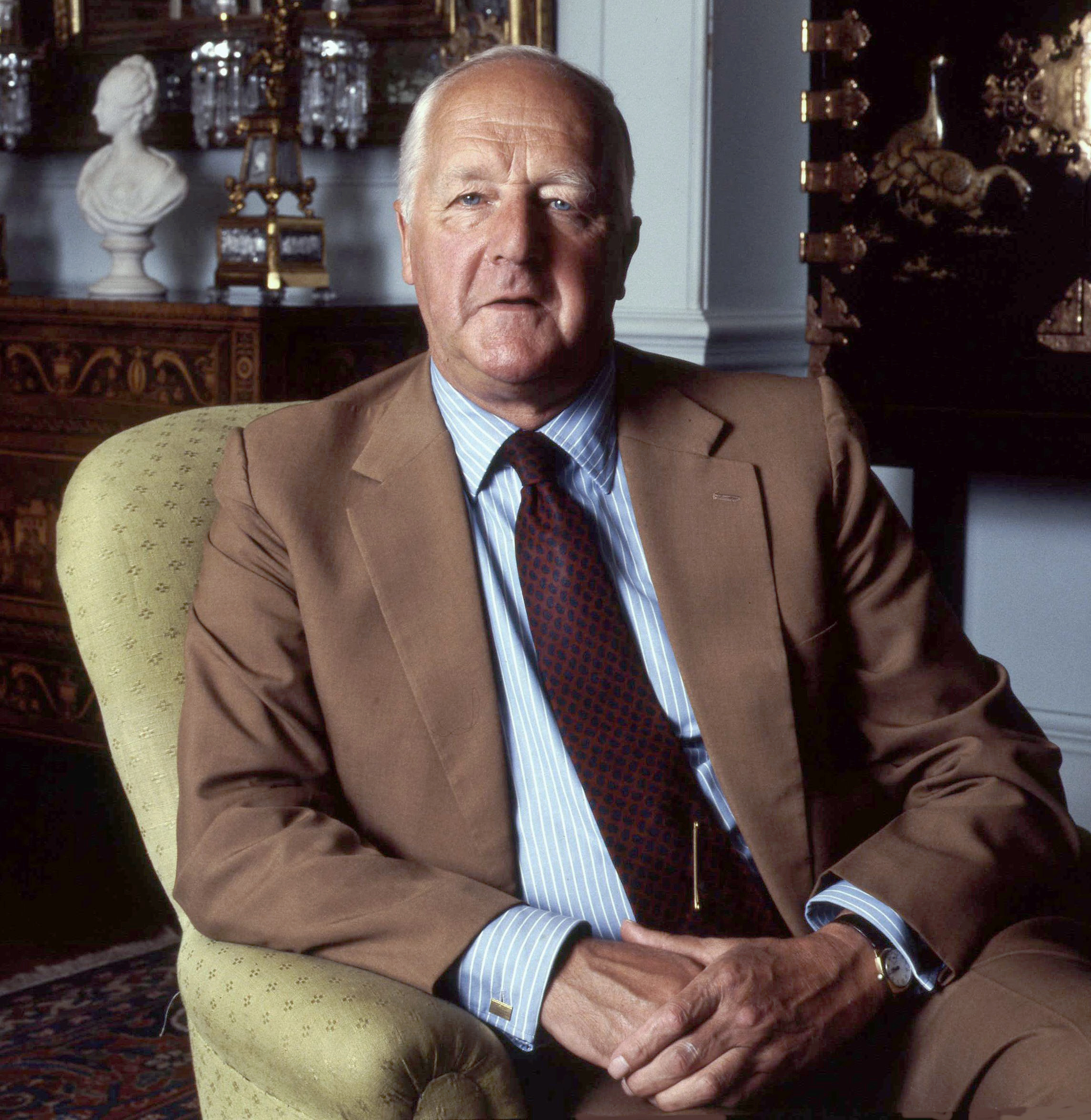
葛拉夫頓公爵休·斐茲洛伊

斐茲洛伊娶安·佛爾瓊·史密斯（Ann Fortune Smith），他們有五名子女。
- 詹姆斯（英语：James FitzRoy, Earl of Euston）（James FitzRoy，1947—2009），第十二代公爵的父親
- 亨麗埃塔（Henrietta FitzRoy，1949—）
- 維珍妮亞（Virginia FitzRoy，1954—）
- 查爾斯（Charles FitzRoy，1957—）
- 奧莉薇亞（Olivia FitzRoy，1963—）